# 伊登 (密西西比州)
伊登（英語：Eden）是位於美國密西西比州亞祖縣的村。

## 人口
根據2020年美國人口普查的數據，伊登的面積為1.23平方千米，皆為陸地。當地共有人口133人，而人口密度為每平方千米108人。